# Омил Глишич
Омил Глишич (на сръбски: Омиљ Глишић или Omilj Glišić) е сръбски военен и революционер, участник в Сръбската пропаганда в Македония.

## Биография
Глишич е роден в Белград, Сърбия, в 1892 година. Завършва гимназия и Военна академия в Белград. Служи като подпоручик от пехотата. Напуска армията и влиза в четата на войводата Петко Илиев, която действа в Североизточна Македония. След смъртта на Петко Илиев в сражение с българска чета, четата му е поделена на две части, като Глишич оглавява едната. Загива в сражение с османски войски няколко дена по-късна в село Шумата Търница на 21 март 1912 година, заедно с петима свои четници, между които и Антоние Соколович, синът на сърбоманския войвода Григор Соколович Ляме.